# إيمي والش
إيمي والش (13 سبتمبر 1977 بمونتريال في كندا - ) هي لاعبة كرة قدم كندية في مركز الوسط، شاركت في الألعاب الأولمبية الصيفية 2008. وشاركت مع منتخب كندا تحت 20 سنة للسيدات لكرة القدم ومنتخب كندا لكرة القدم للسيدات. أما مع النوادي، فقد لعبت مع Laval Comets ‏ وOttawa Fury (women) ‏ وAtlanta Beat (WUSA) ‏ وMontreal Xtreme ‏.

## وصلات خارجية
- إيمي والش على موقع الاتحاد الدولي (مؤرشف)  (الإنجليزية)
- إيمي والش على موقع قاعدة بيانات كرة القدم.إي يو (الإنجليزية)
- إيمي والش على موقع Soccerway.com (الإنجليزية)
- إيمي والش على موقع اللجنة الأولمبية الدولية (الإنجليزية)
- إيمي والش على موقع أوليمبيديا (الإنجليزية)
- إيمي والش على موقع اللجنة الأولمبية الكندية (الإنجليزية)